# 蛋星雲
蛋星雲，the Egg Nebula，也稱為RAFGL 2688或CRL 2688， 是一個雙極的原行星雲，距離地球大約3,000光年遠。這個星雲是NASA位於加州巴塞迪納噴射推進實驗室發現的，而在1996年1月16日以RAFGL 2688 的名稱發佈新聞稿。
蛋星雲的特徵是以一系列明亮的弧和圈子圍繞著中心的恆星，濃密的氣體和塵埃層層的包裹著中心恆星，阻擋了直接朝向我們的星光。但是，來自中心恆星的光輝還是穿透了灰塵較稀薄的地區，照亮外面數層的氣體，創造出被看見的弧光和燦爛的圖像。
圍繞著中心恆星的多灰塵的包層非常可能是圓盤狀的。在影像中的雙極流出物顯示系統有角動量，這與吸積盤的孳生非常相似。另一方面，圓盤的幾何形狀允許光沿著圓盤的軸心逃脫，說明了外面數層包層厚度的變化，但依然阻止了我們直接沿著圓盤邊緣觀測的意圖。雖然，已經在一些位於漸近巨星分支的天體星周圍證實有多灰塵的圓盤(S. De Ruyter et. al, 2006)，仍需要証實有圓盤環繞著蛋星雲。
蛋星雲的照片是哈伯太空望遠鏡的第二代廣域和行星照相機拍攝的。

## 註解
1. ^ distance × sin ( diameter_angle / 2 ) = 0.2 ly. radius
2. ^ 14.0[1] apparent magnitude - 5 * (log10(920 pc distance) - 1) = 4.2 absolute magnitude